# Paraplesiops bleekeri
Paraplesiops bleekeri és una espècie de peix de la família Plesiopidae i de l'ordre dels perciformes endèmic de l'est d'Austràlia.